# Woman's Place
Woman's Place is een Amerikaanse filmkomedie uit 1921 onder regie van Victor Fleming.

## Verhaal
De vrouwenliga in een stad in het middenwesten van de VS schuift bij de verkiezingen Josephine Gerson naar voren als burgemeesterskandidaat vanwege haar knappe uiterlijk en haar gevoel voor stijl. Haar verloofde Jim Bradley is ook politiek geëngageerd en hij steunt Freddy Bleeker als kandidaat van de oppositie. Als Josephine hoort hoe Freddy vooraf al enkele ambten aan het verdelen is, verbreekt ze de verloving. Ze wint de mannen van het stadje voor zich met een vurige rede. De vrouwen kiezen nu de kant van Freddy en daardoor behaalt hij een nipte zege. Uiteindelijk wordt Freddy een eerlijk politicus en Jim en Josephine worden weer een stel.

## Rolverdeling
| Acteur             | Personage        |
| ------------------ | ---------------- |
| Constance Talmadge | Josephine Gerson |
| Kenneth Harlan     | Jim Bradley      |
| Hassard Short      | Freddy Bleeker   |
| Florence Short     | Amy Bleeker      |
| Ina Rorke          | Margaret Belknap |
| Margaret Linden    | Jane Wilson      |
| Jack Connolly      | Dan Dowd         |